# Белокриницкий сельский совет (Кременецкий район)
Белокриницкий сельский совет (укр. Білокриницька сільська рада) — входит в состав
Кременецкого района
Тернопольской области
Украины.
Административный центр сельского совета находится в 
с. Белокриница.

## История
- 1438 — дата образования.

## Населённые пункты совета
- с. Белокриница
- с. Андруга
- с. Веселовка
- с. Лишня